# Чемпионат СССР по классической борьбе 1937
8-й Чемпионат СССР по классической борьбе проходил в Москве с 22 по 24 ноября 1937 года. На соревновании выступило 116 участников из 24 городов. Было проведено 184 схватки со средним временем 7 мин 9 сек.
Введённая в 1935 году ничья себя не оправдала. Многие, даже лучшие борцы в ответственных схватках стали делать ставку на ничью, выхолащивая из борьбы самое существенное — единоборство за победу. Поэтому в 1937 году ничья была отменена.

## Медалисты
| Весовая категория | Золото                               | Серебро                          | Бронза                     |
| ----------------- | ------------------------------------ | -------------------------------- | -------------------------- |
| Наилегчайший вес  | Василий Люляков Москва               | Саркис Варданян Ереван           | З. Лернер Киев             |
| Легчайший вес     | Онни Турунен Киев                    | Борис Люляков Москва             | Леонид Дзеконский Тбилиси  |
| Полулёгкий вес    | Александр Сиротин Харьков            | Николай Баскаков Москва          | Арташес Назарян Баку       |
| Лёгкий вес        | Виктор Соколов Ростов-на-Дону        | Валериан Трубчанинов Ленинград   | С. Пасечников Москва       |
| Полусредний вес   | Иван Михайловский Харьков            | Григорий Ткаченко Ростов-на-Дону | А. Константинов Ленинград  |
| Средний вес       | Григорий Пыльнов Москва              | Я. Гуревич Киев                  | Шалва Чихладзе Тбилиси     |
| Полутяжёлый вес   | Константин Дерич Ростов-на-Дону      | Александр Казанский Москва       | Т. Степанов Ленинград      |
| Тяжёлый вес       | Александр Пустынников Ростов-на-Дону | Фома Бездоля Киев                | Александр Сенаторов Москва |